# Gen giả

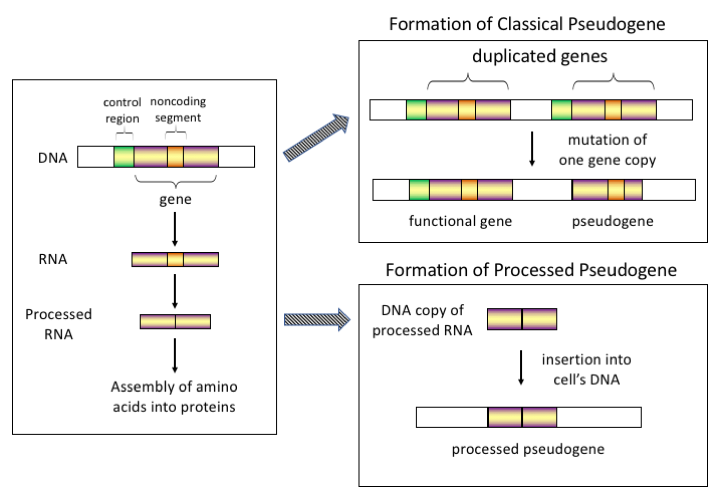
Cơ chế hình thành gen giả.

Gen giả là gen cấu trúc giống như gen thực sinh ra nó, nhưng trình tự nuclêôtit đã thay đổi nên không có chức năng sinh học. Nói cách khác, một gen mã hoá prôtêin nào đó đã bị bất hoạt thì gọi là gen giả, không thể phiên mã nên không có biểu hiện gen.
Thuật ngữ "gen giả" trong tiếng Anh là "pseudogene" đã được dịch ra ở tiếng Việt thành tên trên. Chuỗi pôlynuclêôtit của gen giả thường bị đột biến thành dạng không hoạt động trong quá trình tiến hóa, thiếu các intron và một số trình tự khác cần cho biểu hiện chức năng của nó. Mặc dù về mặt di truyền tương tự như gen chức năng ban đầu, nhưng gen giả không tạo ra các protein chức năng, tuy nhiên có thể có tác dụng điều hòa.

## Tổng quan
Bình thường, ở sinh vật nhân thực một gen cấu trúc (cistron) phiên mã thành RNA sơ khai, rồi qua quá trình xử lý RNA tạo thành khuôn để dịch mã thành chuỗi amino acid tạo nên prôtêin (xem sơ đồ trái, hình trên).
- Tuy nhiên, nếu gen cấu trúc ban đầu (gọi là gen mẹ, là gen thực) tạo ra bản sao mới qua quá trình nhân đôi, rồi bản sao này bị đột biến mất vùng điều hoà (control region), thì mặc dù trình tư nuclêôtit vẫn còn nguyên vẹn như gen thực (mẹ), nhưng bản sao này không thể phiên mã được nữa, nên không thể biểu hiện chức năng của nó - bản sao này gọi là gen giả, mất chức năng (xem sơ đồ phải, hình trên). Trong trường hợp này, gen thực phát sinh ra nó qua đột biến, được gọi là gen mẹ của gen giả này.
- Cũng có khi phiên bản RNA đã qua xử lý lại biến thành DNA (chẳng hạn do phiên mã ngược), thì DNA này vẫn giữ y nguyên chuỗi nuclêôtit mã hoá như gen thực, nhưng lại đã mất hết intrôn, có đuôi pôlyA nên cũng không thể tham gia biểu hiện gen (sơ đồ bên phải, hình dưới).

## Các kiểu thường gặp

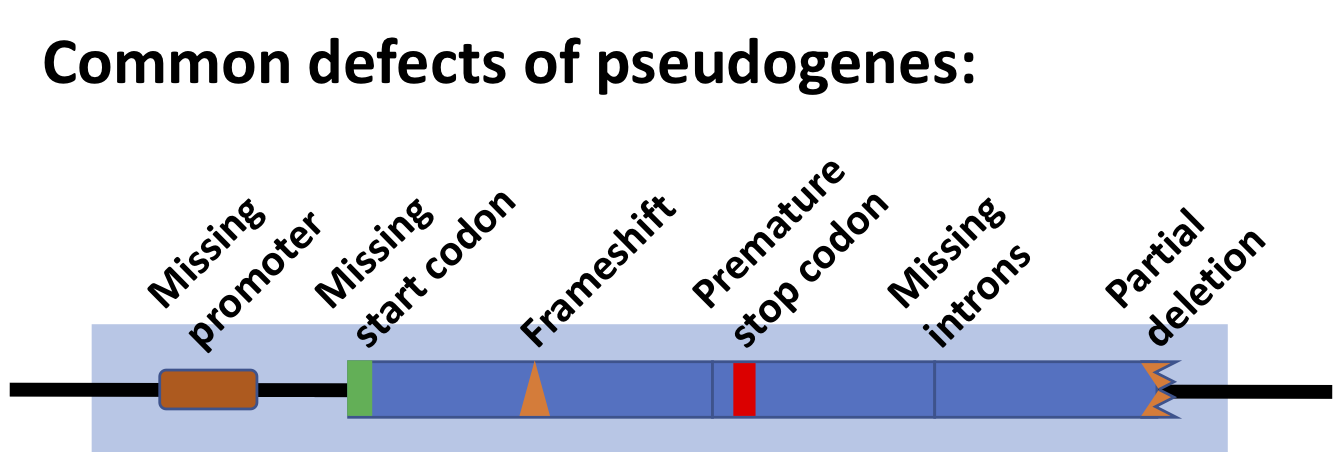
Các dạng "khuyết tật" có thể gặp ở gen thực, từ đó phát sinh ra gen giả.

- Như vậy, gen giả không phải gen đột biến, mặc dù nó thường liên quan đến đột biến. Gen giả đầu tiên được phát hiện và công bố là bản sao gen 5S-DNA mã hóa RNA 5S ở noãn bào ếch Xenopus laevis, vào năm 1977.[4] Sau phát hiện này các nhà khoa học đã phát hiện gen giả tồn tại ở nhiều loài khác kể cả người. Năm 2011 đã phát hiện được khoảng hai mươi nghìn gen giả ở người; hiểu biết về các gen này còn nhiều điểm chưa rõ.[9] Khoảng 140 gen giả của con người đã được biểu hiện thành bản dịch, tuy nhiên, chức năng các sản phẩm này chưa rõ.[10]
- Trước kia, gen giả đã từng được gọi là "gen hóa thạch" (genomic fossils) hoặc là "gen rác" (junk DNA) vô dụng. Tuy nhiên, người ta đã nhận ra rằng gen giả phản ánh quá trình tiến hoá, một số gen giả đóng vai trò thiết yếu trong việc điều hòa gen của gen mẹ, ngoài ra một số gen giả cũng có thể được phiên mã thành RNA. Các bản sao của gen giả cũng có thể tạo nên RNA can thiệp hoặc có tác dụng giảm miRNA trong tế bào. Do đó, chúng có thể điều chỉnh các chất ức chế khối u và gen sinh ung thư (oncogene) trong điều trị bệnh cho người.[4]

## Thuộc tính
- Gen giả có cấu trúc tương đồng với gen thực sinh ra nó, thường có trình tự nuclêôtit giống như ở gen thực.[11] Tuy nhiên không gọi là gen tương đồng, vì các gen tương đồng là những gen ở nhiều loài cùng được kế thừa từ tổ tiên chung, ở tiếng Anh gọi là homologous genes.[12]
- Gen giả mất chức năng hoặc cũng có khi có chức năng biến đổi so với chức năng của gen thực. Mất chức năng có thể xảy ra trong phiên mã, xử lý mRNA sơ khai và trong dịch mã. Nghĩa là gen giả có thể phát sinh do đột biến.[13]
- Gen giả thường thiếu các intrôn nên mặc dù về mặt di truyền rất giống với gen ban đầu có chức năng thật, nhưng lại không tạo ra sản phẩm có chức năng, hoặc tạo ra sản phẩm thay đổi chức năng.[3]

## Cơ chế phát sinh

### Đã qua xử lý

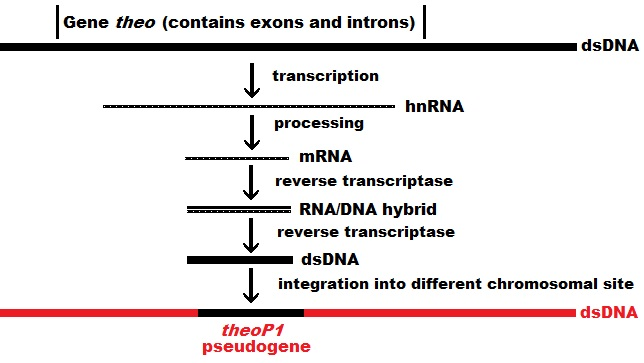
Sơ đồ minh hoạ sự tạo thành gen giả "TheoP1" từ gen thực "Theo".

Bản phiên mã mRNA được sao ngược thành DNA bổ sung mạch đơn, rồi tạo thành DNA mạch kép, nhưng lại không có chức năng vì không còn vùng khởi động, vùng điều hoà và các intron.
Trong quá trình chuyển vị, một phần của bản sao mRNA hoặc hnRNA của gen được sao chép ngược một cách tự nhiên, rồi gắn vào DNA ở nhiễm sắc thể.
Khi các gen giả được đưa trở lại vào bộ gen, chúng thường chứa đuôi pôlyA và thường không còn intron, thiếu một số vùng điều hoà, nên như gen bình thường; do đó, chúng được coi là "chết ngay ở đích" (dead on arrival).
Tuy nhiên, những lần chèn này đôi khi đóng góp êxôn cho bộ gen "chủ" được chèn, tạo ra các bản phiên mã ghép. Gen giả kiểu này gặp khá nhiều trong các loài linh trưởng.

### Không qua xử lý

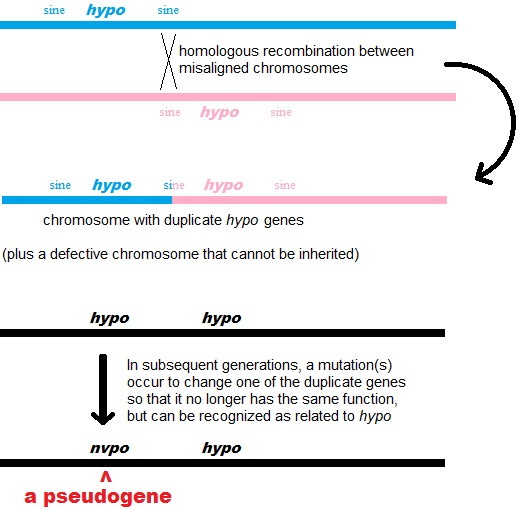
Một con đường hình thành gen giả qua trao đổi chéo.

Sao chép gen con từ gen mẹ qua quá trình nhân đôi DNA có thể phát sinh biến đổi do tái tổ hợp tương đồng bị sai lệch, hoặc đột biến (thường là đột biến thêm bớt) dẫn đến gen con bị mất chức năng của gen mẹ ban đầu, tạo thành ngay gen giả (hình 3). Gen giả hình thành theo phương thức này thường có tất cả các đặc điểm giống như gen mẹ (gen thực), bao gồm cấu trúc êxôn và intrôn nguyên vẹn nhưng lại thường không phiên mã được do mất trình tự điều hòa.
Cơ chế này thường phá vỡ cấu trúc của một trong hai genvà sẽ không bị loại bỏ trong quá trình chọn lọc. Kết quả là, gen giả tồn tại ngẫu nhiên và có thể mô tả bằng mô hình di truyền quần thể, và cũng phát hiện được nhờ phân tích bộ gen.
Các cơ chế trên là các con đường hình thành gen giả thường gặp. Ngoài ra còn nhiều con đường khác nữa.

## Đọc đủ hơn
- Gerstein M, Zheng D (tháng 8 năm 2006). "The real life of pseudogenes". Scientific American. Quyển 295 số 2. tr. 48–55. Bibcode:2006SciAm.295b..48G. doi:10.1038/scientificamerican0806-48. PMID 16866288.
- Torrents D, Suyama M, Zdobnov E, Bork P (tháng 12 năm 2003). "A genome-wide survey of human pseudogenes". Genome Research. Quyển 13 số 12. tr. 2559–67. doi:10.1101/gr.1455503. PMC 403797. PMID 14656963.
- Bischof JM, Chiang AP, Scheetz TE, Stone EM, Casavant TL, Sheffield VC, Braun TA (tháng 6 năm 2006). "Genome-wide identification of pseudogenes capable of disease-causing gene conversion". Human Mutation. Quyển 27 số 6. tr. 545–52. doi:10.1002/humu.20335. PMID 16671097.